# Ziegelstein (metro, Neurenberg)
Ziegelstein is een metrostation in de wijk Ziegelstein van de Duitse stad Neurenberg. Het station werd geopend op 27 november 1999 en wordt bediend door lijn U2 van de metro van Neurenberg.